# محول الصورة
محول الصورة هو جهاز كهروضوئي يأخذ الشعاع الساقط في نطاق الأشعة فوق البنفسجية أو تحت الحمراء ويحولها إلى صورة إلكترونية ثم يجعلها بعد ذلك مرئية على شاشة تلفزيونية، وفي التطبيق الفلكي يوضع مهبط ضوئي في مكان اللوح الحساس عند المستوى البؤري للمنظار، تنطلق من المهبط الكترونات تزداد بزيادة شدة الضوء وتقوم أجهزة إلكترونية بإسراعها وتصويرها على شاشة كما في حالة أنبوبة التلفزيون، ونحصل على تقوية للصورة عن طريق إسقاط الالكترونات المنبعثة على شاشة تقوية تعطي بدورها الكترونات ثانوية، ومن خلال الاسقاطات بعد ذلك وبمعونة أجهزة كهروضوئية تسقط الالكترونات على شاشة أو لفة تقوية أخرى أو على الشاشة المرئية، تفوق محولات الصورة أو مقوياتها كفاءة اللوح الفوتوغرافي من عشرين إلى مائتي مرة في استغلالها للضوء، علاوة على أن لها علاقة خطية بين شدة الضوء الساقط على المهبط والناتج على الشاشة المرئية وذلك في حيز كبير من شدة الضوء على خلاف اللوح الفوتوغرافي، وعلى الرغم من ذلك فإن صغر أنبوبة المهبط المستعملة في تقوية الصورة وكذلك الاحتياطات التقنية الكثيرة تحول دون شيوع استعمالها في الفلك.
المصدر: الموسوعة الفلكية